# Городское поселение город Дюртюли
Городско́е поселе́ние Город Дюртюли — муниципальное образование в Дюртюлинском районе Башкортостана.
Административный центр — город Дюртюли.

## История
Статус и границы городского поселения установлены Законом Республики Башкортостан от 17 декабря 2004 года № 126-З «О границах, статусе и административных центрах муниципальных образований в Республике Башкортостан».

## Население
| 2002    | 2009    | 2010    | 2012    | 2013    | 2014    | 2015    |
| ------- | ------- | ------- | ------- | ------- | ------- | ------- |
| 30 453  | ↗31 889 | ↘31 725 | ↘31 643 | ↘31 570 | ↘31 559 | ↘31 339 |
| 2016    | 2017    |         |         |         |         |         |
| ↗31 374 | ↘31 243 |         |         |         |         |         |

## Состав городского поселения
| № | Населённый пункт | Тип населённого пункта        | Население |
| - | ---------------- | ----------------------------- | --------- |
| 1 | Дюртюли          | город, административный центр | ↘30 706   |
| 2 | Аргамак          | деревня                       | ↘385      |